# Solenopsis macrops
Solenopsis macrops é uma espécie de formiga do gênero Solenopsis, pertencente à subfamília Myrmicinae.